# Team Vitality
Team Vitality, plus couramment abrégé Vitality, est un club d'esport français fondé le 5 août 2013 par Fabien « Neo » Devide, Nicolas Maurer, Corentin « Gotaga » Houssein et Kevin « BrokyBrawks » Georges basé à Paris. Co-dirigé par les deux premiers, il est le premier club d'esport français sur la scène internationale.
Le club a fait ses débuts sur Call of Duty, avant de se diversifier. En 2025, la structure est présente sur quinze jeux : League of Legends, Valorant, Counter-Strike, Rocket League, EA FC, StarCraft II, Tekken, Teamfight Tactics, Honor of Kings, Rennsport, Mobile Legends: Bang Bang, Free Fire, Fatal Fury, PUBG: Mobile et sur les échecs. Le club était également engagé auparavant sur Fortnite, Rainbow Six: Siege, H1Z1, Clash Royale, Formula 1, Hearthstone, Halo, Overwatch, Gears of War, Street Fighter et Call of Duty: Mobile.
L'organisation fait depuis 2019 du Stade de France son centre d'entrainement, devenant ainsi le premier club résident de l'enceinte. Il possède également le V.Hive, un cybercafé aux couleurs du club en plein cœur de Paris. Le club possède également des locaux à Berlin, Mumbai et Jakarta.

## Historique
L'équipe esport Vitality est créée le 5 août 2013 pour participer à des tournois sur la licence Call of Duty avec Fabien "Neo" Devide en tant que coach, ainsi que Corentin "Gotaga" Houssein, Kevin "Broken" Georges, Thomas "Azox" Albanese et Maxime "Agonie" di Falco en tant que joueurs[source secondaire souhaitée].
En 2015, la Team Vitality commence à se diversifier sur de nouveaux jeux avec en février, l'annonce d'une équipe sur la scène FIFA. Puis en décembre, une équipe League of Legends est lancée après l'annonce de Vitality du rachat du slot de Gambit Gaming en LCS Europe (aujourd'hui LEC). Le même mois, le club se lance également sur Rainbow Six: Siege. L'équipe Xbox composée de Krisko, Bios, Anthrax, Lion et FuriouSG devient d'ailleurs championne du monde en novembre 2016 à Katowice en Pologne en remportant la finale de la troisième saison de l'ESL Pro League.
Le 9 janvier 2017, Adidas devient l'équipementier de la Team Vitality, qui compte déjà Canal+ ou HP parmi ses sponsors.
Le 27 février 2017, Vitality annonce la création d'une équipe sur le jeu H1Z1 avec la volonté de représenter les couleurs tricolores au tournoi international Fight for the Crown, qui a eu lieu à Los Angeles le 20 avril 2017. L'équipe menée par Corentin « Gotaga » Houssein était composée de Damien « Damziz » Nazaraly, Nicolas « Haraw » Gangneux, Guillaume « Smokeyz » Pichard et William « LiaahM » Kolgar.
Le 2 août 2017 la Team Vitality annonce le remplacement de Gotaga, qui a d'autres projets, par Valentin « Vago » Gonçalves. Cependant Gotaga reste remplaçant de l'équipe[source secondaire souhaitée].
Le 15 décembre 2017, Vitality annonce le recrutement de l'équipe PlayerUnknown's Battlegrounds, victorieuse des IEM d'Oackland moins d'un mois avant cette publication, sous la bannière aAa.
Le 6 février 2018, Vitality clôture une levée de fonds de 2,5 millions d'euros auprès des fonds d'investissement Korelya Capital, Kima Ventures et H26.
En 2018, la Team Vitality se lance sur de nouveaux jeux. Ainsi, le 12 février 2018, Vitality annonce la création d'une équipe sur Rocket League en partenariat avec Renault Sport. Le 31 août 2018, une équipe sur Fortnite Battle Royale est annoncée par Vitality. Et enfin, le 8 octobre 2018, c'est au tour d'une équipe Counter-Strike: Global Offensive d'être officiellement lancée par Vitality.
En juin 2018, les Golden Hornets, une association de supporters, est créée pour supporter les différents rosters de Vitality.
En novembre 2018, la Team Vitality lève 20 millions d'euros de fonds auprès de l'entrepreneur et milliardaire indien Tej Kohli, au travers du fonds Rewired.GG, pour permettre à l'organisation française de se développer notamment à l'échelle européenne et internationale.
Le 31 décembre 2018, Vitality annonce l'intégration de Kyan Khojandi, acteur français, à l'équipe en tant qu'apporteur d'idées.
En juin 2019, Vitality annonce l'arrivée de Matthieu Péché, ancien céiste de slalom, multiple médaillé aux Championnats du monde, en tant que nouveau manager général de l'équipe Counter-Strike. Le même mois, le club annonce un partenariat avec le Stade de France pour la création d'un centre d'entraînement de 200 m2 qui accueillera trois équipes du club dès le mois de septembre 2019. La Team Vitality devient ainsi le premier club résident du stade de la Plaine Saint-Denis. Le 24 juin, Renault-Vitality devient champion du monde de Rocket League à Newark aux États-Unis.
En novembre 2019, Vitality annonce une nouvelle levée de fonds de 14 millions d'euros auprès du fonds d'investissement spécialisé dans l'e-sport, Rewired.GG, qui porte à 36,5 millions d'euros le total des investissements du fonds dans la Team Vitality. Il s'agit d'un record en Europe pour une équipe e-sportive. Le fonds veut aider Vitality à devenir une des premières équipes d'esport à atteindre une valorisation d'un milliard de dollars. Quelques jours plus tard, Vitality inaugure ses nouveaux locaux dans le centre de Paris, appelés V.Hive, qui sont à la fois un QG, une boutique, un lieu de rencontre et un cybercafé. En décembre, Vitality signe avec Alain Afflelou, qui devient fournisseur officiel du club esportif pour deux ans.
En novembre 2020, Vitality annonce l'arrivée de Gauthier Klauss, ancien céiste de slalom, multiple médaillé aux Championnats du monde et partenaire de Matthieu Péché en tant que nouveau manager des équipes Rocket League et Fortnite.
En 2024, Vitality est annoncé parmi les trente clubs partenaires de l'Esports World Cup, tournoi multi-jeu aux récompenses record se déroulant en Arabie Saoudite. Pour participer aux plus d'épreuves possibles, Vitality ouvre plusieurs nouvelles divisions, sur divers jeux comme StarCraft II, Honor of Kings, Rennsport ou Mobile Legends: Bang Bang, et ré-ouvre certaines de ses anciennes divisions, comme Street Fighter ou Teamfight Tactics. Ces nouvelles équipes résultent aussi d'un souhait pour le club de s'étendre à l'étranger, plus particulièrement en Asie. Le club ouvre des locaux à Jakarta en Indonésie pour son équipe Mobile Legends.
En 2025, Vitality remporte l'IEM Katowice 2025 3-0 face à la Team Spirit sur Counter-Strike 2. La structure devient la première équipe française à s'imposer ici et lui permet de remporter la dernière compétition prestigieuse qui lui manquait (après le Major de Paris 2023 et l'IEM Cologne 2024). Une semaine après, la structure annonce la signature de Maxime Vachier-Lagrave et annonce son expansion sur les échecs. En vue de l'édition 2025 de l'Esport World Cup, Vitality annonce le 15 mai 2025, l'acquisition de la structure indonésienne Bigetron Esports qui devient alors Bigetron by Vitality et qui constitue désormais la section "jeux mobiles" de la structure.

## League of Legends

### En League of Legends EMEA Championship (LEC)

#### Débuts en Europe puis aux championnats du monde (2016-2018)
Team Vitality entre dans la scène professionnelle de League of Legends le 9 décembre 2015, après avoir acquis la place de Gambit Gaming (en) dans les European League of Legends Championship Series (EU LCS). Le premier joueur annoncé à cette occasion est Raymond « kaSing » Tsang, libéré de la Team SoloMid. Suivi quelques jours plus tard de Lucas « Cabochard » Simon-Meslet, le jungler Ilyas « Shook » Hartsema, le mid laner Erlend « Nukeduck » Våtevik Holm, et le bot laner Petter « Hjarnan » Freyschuss,,. Ces joueurs seront entrainés par Kévin « Shaunz » Ghanbarzadeh, ancien entraîneur de Gambit Gaming. Lors du tournoi de printemps 2016 des EU LCS, l'équipe de Vitality termine à la troisième place, derrière la première place de G2 Esports et la deuxième place, H2k-Gaming[source secondaire souhaitée]. Cabochard et kaSing sont élus au All Pro Team du tournoi (équipe virtuelle des meilleurs joueurs à leurs postes). En playoffs, cependant, Vitality est éliminé dès les quarts de finale par Fnatic et finissent à la sixième place.
Avant le début du tournoi d'été 2016, Shook et Hjarnan quittent l'équipe, remplacés par Kim « Mightybear » Min-soo, l'ancien jungler de Newbee (en), et le bot laner[Quoi ?] Park « Police » Hyeong-gi, acquis à Apex Gaming (en). Avec un nouveau format de match, Vitality n'obtient que trois victoires dans la saison estivale. Shook revient alors quatre semaines après le début de la saison et redevient le jungler principal. Après avoir remporté un match décisif contre le FC Schalke 04 (en), Vitality s'assure la septième place et évite ainsi de jouer la relégation, tout en ratant la qualification pour les playoffs.
Pour la saison 2017, Team Vitality recrute Pierre « Steeelback » Medjaldi, acheté à la Team ROCCAT (en), qui remplace Police au poste d'ADC,,, et Ha « Hachani » Seung-chan, ancien support de KT Rolster (en), qui remplace kaSing. Pour le poste de jungler, Vitality s'est initialement tourné vers le coréen Nam « LirA » Tae-yoo, de chez Afreeca Freecs (en), mais finit par signer Lee « GBM » Chang-seok (en) en tant que mid laner remplaçant, ainsi que le jungler Charly « Djoko » Guillard de l'équipe Millenium. Le top laner Adrien « Alderiate » Wils et le support Baltat « AoD » Alin-Ciprian intègrent également l'équipe en tant que remplaçants.
Avec la réorganisation du format de la saison régulière des EU LCS, Vitality est intégré au groupe B pour le tournoi printanier 2017, avec Origen (en), H2k, Splyce (en) et les Unicorns of Love (en). Après un début de saison difficile (une victoire pour trois défaites), Hachani est mis sur le banc. Trois jours plus tard, GBM passe mid laner titulaire, tandis que Nukeduck intègre le poste de support, alors vacant. En raison d'un manque continu de succès, Vitality continue de réorganiser son équipe sans amélioration significative et se retrouve loin des places qualificatives pour les playoffs, avec une quatrième du groupe, battant seulement Origen à deux reprises et le dernier du groupe du groupe A, Giants Gaming (en).
Pour le Summer Split, Vitality signe le support Oskar « Vander » Bogdan et est de nouveau placé dans le groupe B où Origen a perdu sa place, au profit des  Mysterious Monkeys (en) récemment promut. Malgré de légères améliorations, Vitality termine de nouveau quatrième de son groupe.
En décembre 2017, Vitality reconstitue complètement son effectif autour de Cabochard, avec le recrutement de 4 ex-Giants Gaming : le jungler Erberk « Gilius » Demir, le mid laner Daniele « Jiizuke » di Mauro, le bot laner Amadeu « Minitroupax » Carvalho et le support Jakub « Jactroll » Skurzyski. La nouvelle formation surprend avec un très fort début de saison au printemps 2018 (7-1) avec un style de jeu explosif. Cependant, les autres équipes commencent alors à s'adapter à leurs stratégies et Vitality perd alors beaucoup de matchs et se classe finalement quatrième avec un rapport de 10–8. Vitality termine également quatrième en playoffs après avoir battu H2k 3–2 en quart de finale et perdu contre Fnatic 1–3 en demi-finale et Splyce 2–3 au match pour la troisième place,.
Après une médiocre première moitié de saison estivale (5–5), Vitality recrute le jungler Mateusz « Kikis » Szkudlarek dans l'espoir de pouvoir améliorer l'équipe avec son expérience. Vitality termine la saison régulière en deuxième position après avoir remporté deux matchs de départage contre le FC Schalke 04 et G2 Esports. En raison l'amélioration significative apporté à l'équipe par la venue de Kikis, Gilius décide de quitter l'équipe. En demi-finale, Vitality perd contre le FC Schalke 04, mais vainc par la suite Misfits 3-1 lors du match décisif pour la troisième place,. Ce dernier résultat permet à Vitality d'avoir le deuxième plus grand nombre de points du championnat, les qualifiant pour le Championnat du monde 2018 (en), une première.
Aux Championnats du monde 2018, Vitality fait partie du groupe B avec Gen.G, Cloud9 et les favoris chinois Royal Never Give Up (RNG). Vitality termine troisième de son groupe avec 3 victoires et 3 défaites, mettant ainsi fin à son parcours aux championnats du monde malgré des victoires de prestige.
Le 20 novembre 2018, Riot Games annonce que la Team Vitality fait partie des dix équipes franchisées du tout nouveau League of Legends European Championship (LEC),.

#### Difficultés en franchise (2019-2021)
Pour le 2019 LEC Spring Split, Vitality acquiert le jungler Lee « Mowgli » Jae-ha de l'équipe Afreeca Freecs. L'équipe termine la saison régulière à la cinquième place en 10–8 et perd contre Fnatic en quarts de finale (0–3). Vitality n'apporte aucune modification à la composition de son équipe pour la division estivale de la LEC 2019 et obtient sur le fil une place en playoffs après avoir battu SK Gaming lors d'un match de départage pour la sixième place. Au premier tour des playoffs, Vitality est éliminé par le FC Schalke 04 sur un score de 3 à 1,.
En décembre 2019, Vitality dévoile la composition de ses équipes pour la saison 2020. Le staff est renforcé avec le remplacement du coach Jakob « YamatoCannon » Mebdi par le Français Hadrien « Duke » Forestier accompagné de Louis-Victor « Mephisto » Legendre.
L'équipe LEC reste composée du capitaine Cabochard et de Jactroll tandis que trois nouveaux à ce niveau de compétition, Duncan "Skeanz" Marquet, Markos "Comp" Stamkopoulos et Aljoša "Milica" Kovandzić rejoignent l'équipe.

#### L'ère des super teams (2022-2023)
Pour 2022, Team Vitality se sépare de Juš « Crownshot » Marušič et de Adam « LIDER » Ilyasov, qui partent respectivement chez Team BDS et chez Golden Guardians en NA, et relègue Mathias « Szygenda » Jensen dans son équipe académie Vitality.Bee. L'équipe se sépare aussi de Mateusz « Tasz » Borkowski au niveau du coaching staff. L'équipe voit les choses en grand avec trois arrivées, celle de Luka "Perkz" Perković, l'un des meilleurs joueurs de l'histoire de l'Europe, Barney "Alphari" Morris, considéré comme le meilleur toplaner européen et Matyáš "Carzzy" Orság, double champion d'Europe en titre. Du côté du coaching staff, Mephisto est promu en tant qu'entraîneur de l'équipe, avec en assistant Hjarnan.
En avril 2022, l'équipe s'incline face à G2 Esports au deuxième tour des play-offs de la LEC.
Après la mésaventure du premier split de la saison, l'équipe annonce le remplacement du jungler polonais Oskar « Selfmade » Boderek - pourtant signé jusqu'en 2024 - par le coréen Min-seung « Haru » Kang champion du monde en 2017 avec les Samsung Galaxy. En plus du recrutement de Haru, Vitality recrute aussi le jungler chinois Zhou « Bo » Yang-Bo en tant que jungler remplaçant. Après des débuts tonitruants en Chine en 2021, Bo a admis avoir participé à des matchs truqués en ligue académique chinoise et a collaboré avec les enquêteurs. Bo a cependant été suspendu quatre mois à la suite de cette affaire. L'objectif annoncé est de le titulariser la saison prochaine, le temps qu'il s'acclimate à l'Europe et apprenne l'Anglais.
Après un départ convaincant de l'équipe, les abeilles ne parviennent pas à atteindre les playoffs, en s'inclinant face à Excel Esports lors du match de départage la sixième place, qualificative pour les play-offs. Vitality termine sa saison dès le mois d'août.
En 2023, Team Vitality est basée autour de Perkz et Bo, ce dernier devenant jungler titulaire en remplacement de Haru. Alphari est remplacé par un jeune joueur coréen, Kyeong « Photon » Gyu-tae, formé par l'équipe T1, et MVP de la seconde division coréenne. En botlane, Matúš « Neon » Jakubčík et Norman « Kaiser » Kaiser remplacent Carzzy et Labrov. Enfin, Mephisto est remplacé par l'entraîneur Alexander « Carter » Cartwright.
Après une entrée dans la compétition réussie, finissant première de la saison régulière du segment d’hiver, l’équipe finit cinquième sur six après deux « reverse sweeps » de suite face à KOI et SK en phase de groupe. Le second segment de l’année se déroule d’une façon similaire à celle du split dernier. Le seul changement se trouve au sein de l’équipe, où Neon est remplacé par Elias « Upset » Lipp. Vitality finit quatrième de la saison régulière avec un score de 6-3.

#### Nouveau départ (2024-)
En 2024, Team Vitality entame une reconstruction de son équipe en ne conservant que Photon. Daglas, jungler pour l'équipe académique et remplaçant l'année précédente intègre l'équipe. Le français Vincent "Vetheo" Berrié, arrive en provenance de Team Heretics en remplacement de Perkz qui fait le chemin inverse. Enfin Vitality récupère la botlane de Mad Lions Koi ainsi que leurs coachs marquant l'arrivée de Zdravets "Hylissang" Galabov, James "Mac" MacCormack et de Patrick "Pad" Suckow-Breum et le retour de Carzzy au sein de l'équipe.
Après deux premières éditions prometteuses, conclues à la sixième et la quatrième place, le staff décide de recruter le talentueux jungler de la Karmine Corp en LFL, Linas "Lyncas" Nauncikas. Daglas est donc renvoyé chez Vitality.Bee. Cependant cette itération de l'équipe se fait éliminer dès la saison régulière après un tie-break perdu face à MAD Lions KOI.
Pour la saison 2025, Kaan "Naak Nako" Okan et Mateusz "Czajek" Czajka sont promus depuis l'équipe académique tandis que Vetheo effectue le chemin inverse. Photon est quant à lui remercié. Carter est lui aussi remplacé par Christophe "Kaas" van Oudheusden. Après le premier segment de l'année l'équipe décide de recruter Yasin "Nisqy" Dinçer qui change de poste en passant support pour l'occasion, "Hylissang" passe inactif mais reste sous contrat

### En Ligue Française de League of Legends (LFL)

#### Saison 2022
Pour 2022, l'équipe LFL (Vitality.Bee, anciennement Vitality Academy) termine cinquième de la saison régulière, et quatrième des play-offs de la LFL, et se qualifie pour les European Masters, où ils sortent en demi-finale.
Durant le split de l'été, ils parviennent à se hisser à la troisième place de la saison régulière. Ils finissent troisième des play-offs et se qualifient encore une fois aux European Masters. Pendant cette compétition, ils sortiront en huitième de finale, en perdant 3-0 face à une autre équipe de LFL, Team BDS Académie.
Ils jouent en novembre la Coupe de France et emportent le titre face à LDLC OL 3-0, en étant sur scène face au public de la Lyon e-Sport.

#### Saison 2023
Comme sa consœur en LEC, l'équipe fait peau neuve, en se séparant de Szygenda, qui part chez KOI en LEC, de Duncan « Skeanz » Marquet en jungle, de Dimitri « Diplex » Ponomarev, qui rejoint Cloud9 et de Jeskla qui part chez LDLC OL. À leurs places arrivent Aleksandar « Patkica » Stefanović en toplane, Kacper « Daglas » Dagiel en jungle, Mateusz « Czajek » Czajka en midlane et Nihat « Innaxe » Aliev en tant qu'ADC. Andrei « Realistik Ruse » sera remplacé par Đorđe « Spale » Spasić en tant que Head Coach. Malgré une bonne entame de saison, finissant la première moitié du segment avec sept victoires en neuf matchs, l’équipe connaît une deuxième moitié de segment plus difficile. Avec seulement deux victoires soit le pire bilan de la ligue, VitalityBee manque les playoffs et donc une occasion de se qualifier aux compétitions internationales. Au vu de ces résultats, Vitality décide de remplacer Innaxe par Neon, venant de l’équipe LEC, Spale est remplacé par Nahovsky et enfin après des débuts laborieux (deux victoires en huit matchs) l’allemand Scarface prend la place de Patkica. Ces changements permettent à VitalityBee d’accéder aux playoffs et de finir quatrième du segment d’été.

#### Saison 2024
Pour la saison 2024, l'équipe entame de nombreux changements. Le turc Kaan "Naak Nako" Okan remplace Scarface, Selfmade fait son retour dans le club en remplacement de Daglas parti vers l'équipe principale. Enfin Vitality acquiert la botlane de Koi Academy avec l'arrivée de Josip "Jopa" Čančar et de Paul "Stend" Lardin en remplacement de Neon et Jactroll. Après le premier segment, le recrutement de Lyncas dans l'équipe principale provoque le retour de Daglas à la place de Selfmade. Cette version de l'équipe termine troisième du segment d'été de LFL et atteint pour la première fois de son histoire la finale des EMEA Masters où elle est battue par Team BDS.

##### Saison 2025
À la suite des promotions de Czajek et Naak Nako vers l'équipe principale et des départs de Stend et Daglas vers Team Heretics (respectivement vers l'équipe principale et vers l'équipe académique), seul Jopa est conservé dans l'effectif. Vitality recrute alors Maximilian "Vertigo" Rassi et Lukas "Lurox" Thoma en provenance de la ligue allemande ainsi que Kadir "Fleshy" Kemiksiz de chez Karmine Corp Blue. Pour compléter l'équipe, Vetheo redescend dans l'équipe académique marquant son retour en ligue française après 4 ans au sein de l'élite européenne,.

### Effectif
| Nat. | Pseudo    | Nom              | Rôle              | Date d'entrée    |
| ---- | --------- | ---------------- | ----------------- | ---------------- |
|      | Naak Nako | Kaan Okan        | Toplaner          | 13 décembre 2024 |
|      | Lyncas    | Linas Nauncikas  | Jungler           | 13 mai 2024      |
|      | Czajek    | Mateusz Czajka   | Midlaner          | 13 décembre 2024 |
|      | Carzzy    | Matyáš Orság     | Botlaner          | 19 décembre 2023 |
|      | Fleshy    | Kadir Kemiksiz   | Support           | 23 juillet 2025  |
|      | Hylissang | Zdravets Galabov | Support (Inactif) | 19 décembre 2023 |

|  | Kaas | Christophe van Oudheusden | Coach             | 13 décembre 2024 |
|  | Mac  | James MacCormack          | Manager           | 19 décembre 2023 |
|  | Pad  | Patrick Suckow-Breum      | Coach stratégique | 19 décembre 2023 |

| Nat. | Pseudo | Nom                    | Rôle     | Date d'entrée    |
| ---- | ------ | ---------------------- | -------- | ---------------- |
|      | JNX    | Janik Bartels          | Toplaner | 4 juillet 2025   |
|      | Lurox  | Lukas Thoma            | Jungler  | 13 décembre 2024 |
|      | Vetheo | Vincent Berrié         | Midlaner | 13 décembre 2024 |
|      | Jopa   | Josip Čančar           | Botlaner | 20 décembre 2023 |
|      | Dekap  | Waleed Mohammed Ismail | Support  | 4 juillet 2025   |

|  | Arvindir | Danusch Fischer   | Coach            | 13 décembre 2024 |
|  | Nalu     | Tim Hostnik       | Coach assistant  | 13 décembre 2024 |
|  | Garih    | Mauro Garih Vidal | Positional Coach | 4 juillet 2025   |

| Nat. | Pseudo  | Nom                  | Rôle     | Date d'entrée  |
| ---- | ------- | -------------------- | -------- | -------------- |
|      | CrowMac | Madison Coutelet     | Toplaner | 4 janvier 2024 |
|      | Yushia  | Iulia Boldor         | Jungler  | 3 janvier 2025 |
|      | Sha     | Manon Legaignoux     | Midlaner | 3 janvier 2025 |
|      | Nenris  | Alessandra Schmalfuß | Botlaner | 3 janvier 2025 |
|      | Bloom   | Eva Fest             | Support  | 3 janvier 2025 |

|  | Godlaik        | Arturo Pavón Estradé | Head Coach      | 3 janvier 2025 |
|  | BurntSanctuary | Joshua Keller        | Strategic Coach | 3 janvier 2025 |
|  | NephaleM       | Olivier Morizet      | Manager         | 4 janvier 2024 |

## Counter-Strike
Le 8 octobre 2018, Vitality annonce officiellement la création d'une équipe sur Counter-Strike: Global Offensive composée uniquement de joueurs français. Happy et RpK, sans structure depuis la dissolution des EnvyUs, joueront aux côtés de NBK et apEX qui sont inactifs chez G2 Esports depuis plusieurs mois à qui s'ajoute un grand espoir ZywOo, recruté chez la Team aAa, qui signe là son premier contrat professionnel. Ils seront dirigés par faculty, un ancien joueur de Counter-Strike, reconverti entraineur pour l'occasion. Mais ce dernier sera très vite remplacé par XTQZZZ avec comme soutien Zuper en tant que manager.
Le 28 décembre 2018, Vitality annonce le départ de Happy et l'arrivée du britannique ALEX, anciennement chez Team LDLC. Le mois d'après, l'équipe obtient son ticket pour le Katowice Major 2019, qui sera leur premier Major. Même si les résultats ne se sont pas exceptionnels finissant 9-11e, les Vitality ont quand même acquis leur place pour le StarLadder Major: Berlin 2019. L'équipe continue de monter en puissance, invitée à de nombreuses compétitions elle se distingue en remportant un tournoi de premier plan, l'ECS Saison 7, enchainent avec une seconde place lors de l'ESL Cologne 2019, défait par la Team Liquid alors numéros 1 mondiaux à ce moment. Elle parvient ensuite jusqu'en quart de finale du StarLadder Major: Berlin 2019 s'inclinant face à Avangar, finaliste de cette édition. Mais l'objectif de la demi-finale n'étant pas atteint, la performance est jugée insatisfaisante par les intéressés ce qui débouchera par le recrutement de Richard « shox » Papillon au détriment de NBK qui sera mis sur le banc. C'est ALEX qui reprendra le capitanat de l'équipe qui finira l'année avec une deuxième place à la DreamHack Masters Malmö 2019 ainsi qu'une victoire à l'EPICENTER 2019.
En mars 2020, ALEX annonce sa mise en retrait de l'équipe, en raison d'une difficulté à supporter les déplacements constants de l'équipe. Il est remplacé par Kévin « misutaaa » Rabier, joueur de 17 ans novice au plus haut niveau. apEX devient le nouveau leader de l'équipe. ALEX quitte finalement officiellement l'équipe en septembre en rejoignant Cloud9. Le joueur belge Nabil « Nivera » Benrlitom fait son arrivée en octobre, dans le but de créer un effectif à six joueurs. Après quatre finales perdues, Vitality remporte son premier titre de l'année lors des IEM Pékin en battant Natus Vincere en finale.
Après un début d'année 2021 compliqué, lié à l'interdiction de Valve d'utiliser des remplaçants durant les matchs qualificatifs au Major de CS:GO, Vitality décide de mettre le jeune Nivera sur le banc de l'équipe puis le mois suivant de faire de même avec RpK. L'équipe se tourne alors vers le jeune Jayson « Kyojin » Nguyen Van afin de relancer la machine. Après quelques autres résultats décevants, l'équipe finit par prendre petit à petit ses aises[source secondaire souhaitée], en battant notamment Gambit lors des IEM Summer 2021, équipe la plus en forme depuis le début de l'année, avant de s'incliner face à G2 puis OG.
En janvier 2022, Vitality passe à l'international et dévoile un nouvel effectif, comprenant les anciens joueurs d'Astralis Peter « dupreeh » Rasmussen et Emil « Magisk » Reif, ainsi que l'ancien entraîneur d'Astralis, Danny « zonic » Sørensen. Ils remplacent shox, Kyojin et XTQZZZ. Sept mois plus tard, le 9 août 2022, c'est Kévin « misutaaa » Rabier qui est écarté de l'équipe pour être remplacé le 15 août par Lotan « Spinx » Giladi, arrivant de chez ENCE. L'intégration du joueur israélien s'explique par les faibles résultats de l'équipe sur la première partie de l'année malgré l'arrivée des danois.
Malgré un début d’année 2023 décevant et le remplacement temporaire de dupreeh, parti en congé paternité, par JACKZ, l’équipe connaît un regain de forme, remportant coup sur coup les IEM Rio et surtout le BLAST Paris Major 2023,. Malgré ces résultats, l’équipe décide de se séparer de dupreeh en le plaçant sur le banc et de le remplacer par le jeune israélien flameZ en provenance de OG. Ce nouvel effectif fait ses preuves avec une demi-finale aux IEM Cologne 2023 et une victoire aux Gamers8 et ce malgré peu d’entraînement.
La sortie de la suite le 27 septembre 2023 de Counter-Stike:Global Offensive, Counter-Strike 2 entraîne des changements dans l'effectif Counter-Strike de Team Vitality. Le premier départ se déroule le 11 octobre, lorsque le coach Danny « zonic » Sørensen et le psychologue Lars Robl quittent l'équipe pour partir dans l'organisation saoudienne Falcons,. Lors de son départ, zonic annonce qu'il avait un seul objectif lorsqu'il a rejoint Vitality : gagner un tournoi majeur ; cet objectif ayant été réalisé avec la victoire à Paris en mai 2023. Le même jour, le retour de Rémy « XTQZZZ⁠ » Quoniam est annoncé, ancien coach français de l'équipe qui avait été écarté début 2022 au profit de zonic. Le 23 octobre 2023, dupreeh quitte officiellement l'équipe après avoir été sur le banc pendant trois mois et intègre l'effectif de Heroic, équipe Norvégienne de Counter-Strike possédant une sélection danoise. Le dernier départ de cette période s'effectue le 3 novembre 2023, lorsque Magisk, ultime danois de l'équipe, décide de partir au profit encore une fois de l'équipe Saoudienne Falcons. Magisk est remplacé temporairement par l'ancien joueur britannique de l'équipe Fnatic, William « mezii⁠ » Merriman ayant quitté l'organisation britannique le 2 novembre. Finalement, quelques jours plus tard, le 8 novembre, Vitality annonce le remplacement de Magisk par mezii comme définitif. L'équipe remporte les deux premiers tournois qu'elle joue avec cette effectif et est élue meilleure équipe de l'année par HLTV.
Le début de l'année 2024 est plus compliqué, l'équipe se fait éliminer dès les phases de groupes lors des IEM Katowice et ne parvient pas à garder son titre lors du Major de Copenhague. L'équipe parvient tout de même à remporter son premier trophée lors des IEM Cologne. L'équipe ne parvient pas à remporter un autre titre cette année malgré un quart de finale lors du Major de Shanghai.
Pour la saison 2025, Spinx est remplacé par Robin "ropz" Kool en provenance de chez FaZe. L'équipe connait la victoire dès le deuxième tournoi de l'année en remportant les IEM Katowice 2025 face à Team Spirit. En avril, après sa victoire à l'IEM Melbourne 2025, Vitality remporte Intel Grand Slam Seasons 5 pour avoir remporté 4 des 10 tournois ESL dont un EPT Championship(IEM Cologne&Katowice pour l'EPT Championship + l'IEM Melbourne & EPL S21). Le 22 juin, malgré une défaite en début de tournoi, Vitality remporte son deuxième Major lors du BLAST.tv Austin Major 2025, son septième trophée de la saison en 8 tournois joués,.
| Nat. | Pseudo | Nom              | Rôle          | Date d'entrée   |
| ---- | ------ | ---------------- | ------------- | --------------- |
|      | apEX   | Dan Madesclaire  | IGL           | 8 octobre 2018  |
|      | ZywOo  | Mathieu Herbaut  | AWPer         | 8 octobre 2018  |
|      | ropz   | Robin Kool       | Lurker        | 10 janvier 2025 |
|      | flameZ | Shahar Shushan   | Entry fragger | 22 juin 2023    |
|      | mezii  | William Merriman | Anchor        | 8 novembre 2023 |

|  | XTQZZZ | Rémy Quoniam    | Coach               | 13 octobre 2023  |
|  | MaT    | Mathieu Leber   | Coach assistant     | 21 janvier 2020  |
|  | /      | Jack Birwhistle | Performance Manager | 22 novembre 2023 |

## Rocket League
Le 12 février 2018, Vitality annonce la création d'une équipe sur Rocket League en partenariat avec Renault Sport, composée des anciens joueurs de l'équipe Guess Who : Fairy Peak!, Paschy90 et FreaKii.
En juillet 2018, FreaKii et Gnagflow06 quittent l'équipe Renault Sport Team Vitality. En août 2018, le jeune Écossais Scrub Killa et Neqzo rejoignent l'équipe, le premier en tant que nouveau joueur et le second en tant que remplaçant.
Le 13 janvier 2019, Vitality annonce le recrutement du double champion du monde Alexandre « Kaydop » Courant, qui évoluait jusqu'ici chez Dignitas, au sein de son équipe Rocket League. Il remplace ainsi Paschy90, ancien capitaine allemand de l'équipe Renault Sport Team Vitality et remercié au début de l’année 2019, et rejoint Fairy Peak! et Scrub Killa.
Le 24 juin 2019, Vitality remporte le titre de champion du monde en dominant les finales mondiales des Rocket League Championship Series (RLCS) saison 7. Kaydop devient triple champion du monde. Renault Vitality s'incline en finale des Mondiaux suivants, en décembre 2019 à Madrid, contre les Nord-Américains de NRG, aux termes d'une finale disputée.
Le 15 janvier 2020, Vitality officialise le départ de Kyle « Scrub Killa » Robertson après 18 mois de compétition de ce dernier dans l'équipe pour le remplacer par Yanis « Alpha54 » Champenois. L’objectif est de former une équipe entièrement française.
Le 20 juin 2021, après plus de dix mois de compétition régulière, la Team Vitality devient championne d'Europe en remportant les RLCS X Championships Europe face à la Team BDS.
Le 16 avril 2022, Team Vitality annonce écarter Fairy Peak! de son roster qui devient remplaçant. Vitality signe avec le Français de 18 ans Andrea « Radosin » Radovanović. Cependant les résultats attendus ne sont pas obtenus, l’équipe ne parvenant pas à se qualifier aux championnats du monde de Rocket League 2022.
Le 30 août 2022, Vitality annonce se séparer définitivement de Fairy Peak!. Le 23 septembre, le départ de Kaydop de l’équipe est annoncé. Le 2 octobre, en guise de remplacement, Vitality signe avec deux nouveaux joueurs : le Français de 17 ans Thiméo « saizen » Corcuff, lequel joue avec l’équipe dès les compétitions suivantes ; le Français de 15 ans Alexis « zen » Bernier, lequel est banni des compétitions sur Rocket League jusqu’en février 2023 et intègre l’équipe à cette date. Zen ne peut jouer en RLCS qu'à partir du 3e split, celui de printemps, soit le 12 mai 2023. Les débuts sont compliqués, l’équipe manquant le Major d’automne à Rotterdam. Elle réussit à se qualifier à au Major d’hiver à San Diego et termine dans les 8 premiers.
Afin de préparer au mieux l’intégration de Zen dans l’équipe et éviter un roster à 4 joueurs, Vitality décide le 11 avril 2023 de se séparer de saizen.
Le 13 août 2023, la Team Vitality remporte les Worlds une fois encore face à la Team BDS. L’équipe composée de Alpha54, Radosin et Zen s’impose 4-0 lors de la finale. Cette victoire confère aux trois équipiers le titre de champions du monde 2022-2023 de Rocket League.
Pour la saison 2024, Vitality décide de garder le même trio mais remplace Ferra, parti chez Karmine Corp, par FairyPeak!. Cependant les résultats ne suivent pas, l'équipe ne remportant qu'un seul tournoi régional et se faisant éliminer prématurément lors des championnats du monde.
À la suite de ces résultats, Vitality décide de recruter, pour la saison 2025, Evan "M0nkey M00n" Rogez, Brice "ExoTiik" Bigeard et Andi "Kassio" Landais fraichement couronnés champions du monde avec Team BDS.
| Nat. | Pseudo      | Nom            | Rôle   | Date d'entrée   |
| ---- | ----------- | -------------- | ------ | --------------- |
|      | M0nkey M00n | Evan Rogez     | Joueur | 14 octobre 2024 |
|      | ExoTiiK     | Brice Bigeard  | Joueur | 14 octobre 2024 |
|      | zen         | Alexis Bernier | Joueur | 2 octobre 2022  |

|  | Kassio | Andi Landais | Coach             | 14 octobre 2024 |
|  | Hugo   | Hugo Cailhol | Performance Coach | 1 mai 2024      |

## Valorant

### Team Vitality
Le 4 février 2021, Vitality annonce son arrivée sur Valorant avec une équipe, coachée par Andrey « Fragon » Katz. Le 21 mars 2021, des joueurs sont écartés du projet, puis remplacés le 28 mars 2021.Le 7 mai 2021, Andrey « Fragon » Katz, coach de l'équipe, est écarté du projet. Il est immédiatement remplacé par Arthur « PM » Guillermet, commentateur pour la chaîne 1PV. Le 23 avril 2022, Vitality annonce la sortie de ShadoW, vakk, kAdavra, bramz ainsi que du coach PM. Le 7 mai 2022, avant son entrée au stage 2 des VRL : Révolution, Vitality annonce l'arrivée de : Santeri « BONECOLD » Sassi, Kamil « baddyG » Graniczka, Joona « H1ber » Parviainen, et Nathan « nataNk » Bocqueho.
Avec sa nouvelle équipe, Vitality finit 2e au classement des qualifications aux playoffs et décroche ensuite la victoire contre MAD Lions finissant 1er des VRL : Révolution Stage 2 le 3 juillet 2022 et permettant à l'équipe de se qualifier aux VRL : Finals. Le parcours de l’équipe s’arrête en finale s’inclinant face aux turcs de FUT Esports.

#### Saison 2023
En septembre 2022, Riot Games, l’éditeur du jeu annonce Vitality comme une des équipes partenaires qui participera aux Valorant Champions Tour en 2023, la plus haute ligue sur le jeu. Pour répondre à ce changement, Vitality ne conserve que ceNder et BONECOLD de son équipe championne de France. Elle signe alors Karel "Twisten" Ašenbrener, Michał "MOLSI" Łącki et Tomas "Destrian" Linikas. Les débuts sont mitigés pour la nouvelle équipe qui finit la saison régulière avec plus de défaites que de victoires mais qui se qualifie en playoffs. Cependant ceux-ci sont de courte durée, l’équipe défaite une fois de plus par FUT Esports et terminant 6e. Le 7 juin, Vitality annonce le décès de Karel “Twisten” Ašenbrener. L’équipe annonce par la suite se mettre en retrait de toutes les compétitions à venir pour la fin de saison.

#### Saison 2024
La saison 2024 commence avec de nombreux changements d'effectif. Bonecold et Molsi ne sont pas conservés par l'équipe qui annonce la signature de Emil "runneR" Trajkovski, Kimmie "Kicks" Laasner et de Saif "Sayf" Djibraeel. Destrian est mis sur le banc dès le début de l'année mais jouera quand même le lancement de la saison (Kickoff) en attendant l'arrivée de Nikita "trexx" Cherednichenko. Après un premier segment, où l'équipe finit dernière de son groupe, l'assistant coach Harry "Gorilla" Mepham est promu à la place de Salah. L'équipe va alors jusqu'en finale du stage 2 de la saison où elle est défaite 1-3 par Fnatic. Cette finale est aussi synonyme de qualification aux championnats du monde mais l'équipe ne passe pas les phases de groupes.

#### Saison 2025
La saison 2025 arrive avec beaucoup de changements sur l'effectif de Vitality. Le départ de ceNder, pilier originel de l'équipe, qui a porté les couleurs pendant 3 ans, mais aussi de runneR, des coachs Gorilla, Salah et Laike "temoc" Lewis ainsi que du manager Marceau "Placido" Lambert,. L'équipe se reconstruit sur certains joueurs arrivé en 2024 comme trexx, Sayf ou Kicks ainsi que sur le manager Mulgan95 et des joueurs déjà très expérimentés rejoignent l'équipe comme l'ancien champion du monde Felipe "Less" Basso, et l'un des joueurs les plus décorés de Valorant Nikita "Derke" Sirmitev. L'équipe accueille aussi les coach Daniel "Faded" Hwang ainsi que Damien "maLek" Marcel. L'équipe entame l'année par une victoire lors du tournoi inaugural de la saison, le Kickoff, sans perdre aucun match. L'équipe termine les Masters Bangkok, premier tournoi international de l'année, à la quatrième place. Le 18 mars 2025, l'équipe annonce le remplacement de trexx par le français Clément "CyvOph" Millard ainsi que la signature du moldave Ștefan «Sayonara» Mîtcu, qui, en raison de son âge, restera en prêt jusqu'à la fin de l'année chez DVM.

### VIT.Revolution
À la suite de l'exclusion de DVM de la ligue française de Valorant, Vitality annonce le 18 avril 2025 avoir repris l'effectif de DVM jusqu'à la fin du 2e segment de l'année. Ainsi Tyler "Foxie" Lowton, Logan "logaN" Corti, Ryad "sh1n" Ensaad, Lucas "lux9" Danna, Peter "Spin" Bradford et Kostas "tsack" Theodoropoulos rejoignent la structure tandis que Sayonara signé plus tôt dans l'année par Vitality mais jusqu'alors en prêt a enfin l'opportunité de jouer pour l'équipe. Vitality annonce cependant ne pas reprendre la place laissée de manière permanente et quitte donc la ligue à la fin du 2e segment.
| Nat. | Pseudo | Nom                    | Rôle           | Date d'entrée     |
| ---- | ------ | ---------------------- | -------------- | ----------------- |
|      | Derke  | Nikita Sirmitev        | Joueur         | 21 octobre 2024   |
|      | Less   | Felipe de Loyola Basso | Joueur         | 16 octobre 2024   |
|      | Kicks  | Kimmie Laasner         | Joueur         | 26 septembre 2023 |
|      | UNFAKE | Bartosz Bernacki       | In-game Leader | 16 juin 2025      |
|      | kovaQ  | Blendi Kovaci          | Joueur         | 16 juin 2025      |

|  | Faded      | Daniel Hwang    | Coach             | 14 novembre 2024 |
|  | slk        | Aleksey Lynksov | Coach assistant   | 7 mai 2025       |
|  | Psych_chek | Edgar Chekera   | Coach performance | 7 mai 2025       |
|  | Mulgan95   | Robert Mulgan   | Manager           | 7 mai 2022       |

## EA Sports FC
| Nat. | Pseudo | Nom          | Rôle   | Date d'entrée     |
| ---- | ------ | ------------ | ------ | ----------------- |
|      | Ilian  | Ilian Bouchi | Joueur | 29 septembre 2023 |
|      | Brice  | Brice Masson | Joueur | 12 juin 2024      |

|  | Maniika  | Johann Simon    | Head Coach   | 29 septembre 2023 |
|  | NephaleM | Olivier Morizet | Team Manager | 29 septembre 2023 |

## StarCraft II
| Nat. | Pseudo | Nom          | Rôle    | Date d'entrée  |
| ---- | ------ | ------------ | ------- | -------------- |
|      | Maru   | Cho Seong-ju | Terran  | 1 février 2024 |
|      | Ryung  | Kim Dong-won | Terran  | 1 février 2024 |
|      | Zoun   | Park Han-sol | Protoss | 13 avril 2025  |

|  | CranK | Choi Jae-won | General Manager | 1 février 2024 |

## Tekken
| \| Nat. \| Pseudo \| Nom \| Rôle \| Date d'entrée \| \| ---- \| --------- \| ------------------- \| ------ \| ------------- \| \| \| Jeondding \| Jeon Sang-hyun \| Joueur \| 22 avril 2024 \| \| \| KingReyJr \| Rey Matthew Escanio \| Joueur \| 13 mai 2025 \| |           |                     |        |               |
| Nat. | Pseudo    | Nom                 | Rôle   | Date d'entrée |
| | Jeondding | Jeon Sang-hyun      | Joueur | 22 avril 2024 |
| | KingReyJr | Rey Matthew Escanio | Joueur | 13 mai 2025   |

## Rennsport
| Nat. | Pseudo   | Nom               | Rôle       | Date d'entrée |
| ---- | -------- | ----------------- | ---------- | ------------- |
|      | Erhan    | Erhan Jajovski    | Joueur     | 7 mai 2024    |
|      | Jiri     | Jiri Toman        | Joueur     | 7 mai 2024    |
|      | Marcell  | Marcell Csincsik  | Joueur     | 7 mai 2024    |
|      | Thibault | Thibault Cazaubon | Joueur     | 7 mai 2024    |
|      | Kylian   | Kylian Drumont    | Remplaçant | 7 mai 2024    |

|  | Mehdi | Mehdi El Fathy | Manager | 7 mai 2024 |

## Mobile Legends: Bang Bang
| Nat. | Pseudo | Nom                      | Rôle      | Date d'entrée |
| ---- | ------ | ------------------------ | --------- | ------------- |
|      | Fumi   | Venny Lim                | EXP Lane  | 13 mai 2024   |
|      | Vival  | Viorelle Valencia Chen   | Jungler   | 13 mai 2024   |
|      | Cinny  | Cindy Laurent Siswanto   | Middle    | 13 mai 2024   |
|      | Chell  | Michelle Denise Siswanto | Gold Lane | 13 mai 2024   |
|      | Vivian | Vivi Indrawaty           | Roamer    | 13 mai 2024   |

|  | Venom   | Jeanne Sylvi   | Remplaçante | 2 août 2024  |
|  | Caesius | Ilyas Rahmanda | Coach       | 16 août 2024 |

| Nat. | Pseudo | Nom                           | Rôle      | Date d'entrée |
| ---- | ------ | ----------------------------- | --------- | ------------- |
|      | Luke   | Luke Febrian Valentinus       | EXP Lane  | 15 mai 2025   |
|      | Anavel | Junisen Young Lo              | Jungler   | 15 mai 2025   |
|      | Moreno | Marcel Juan Moreno Sinulingga | Middle    | 15 mai 2025   |
|      | EMANN  | Eman Llanda Sangco            | Gold Lane | 15 mai 2025   |
|      | Light  | Dylan Aaron Poblete Catipon   | Roamer    | 15 mai 2025   |
|      | Finn   | Muhammad Arifin Hikmatullah   | Roamer    | 15 mai 2025   |

|  | E2MAX    | Patrick James Caidic        | Head Coach      | 15 mai 2025 |
|  | Theonael | Theodorus Valendra Natanael | Coach           | 15 mai 2025 |
|  | Tazy     | Tasia Eda Lestari           | Assistant Coach | 15 mai 2025 |
|  | Barbossa | Arya Al Nazhari             | Analyste        | 15 mai 2025 |

## Honor of Kings
| Nat. | Pseudo   | Nom                  | Rôle    | Date d'entrée |
| ---- | -------- | -------------------- | ------- | ------------- |
|      | Tufzzz   | Taufik               | Top     | 15 mai 2025   |
|      | Saule    | Wilyandra Prashetia  | Top     | 15 mai 2025   |
|      | ZhanQ    | Yong Zhan Quan       | Jungle  | 15 mai 2025   |
|      | Niel     | Daniel Rivaldo       | Mid     | 15 mai 2025   |
|      | Zaan     | So George Fredericho | Bottom  | 15 mai 2025   |
|      | Cadettt  | Fahriza Farel        | Support | 15 mai 2025   |
|      | Nineteen | Ananda Bintangl      | Support | 15 mai 2025   |

|  | Om Kurus | Glen Richard Pangalila | Coach | 15 mai 2025 |

## Teamfight Tactics
| Nat. | Pseudo     | Nom           | Rôle   | Date d'entrée |
| ---- | ---------- | ------------- | ------ | ------------- |
|      | k3soju     | Michael Zhang | Joueur | 13 juin 2024  |
|      | Milk       | Jeffrey Pan   | Joueur | 13 juin 2024  |
|      | Prestivent | Kevin Zou     | Joueur | 13 juin 2024  |
|      | setsuko    | Kevin Jiang   | Joueur | 13 juin 2024  |

|  | Frodan | Dan Chou | Head Coach | 11 mai 2025 |

## Échecs
| \| Nat. \| Pseudo \| Nom \| Rôle \| Date d'entrée \| \| ---- \| ------ \| ---------------------- \| ------ \| --------------- \| \| \| MVL \| Maxime Vachier-Lagrave \| Joueur \| 11 février 2025 \| \| \| / \| Javokhir Sindarov \| Joueur \| 9 mai 2025 \| |        |                        |        |                 |
| Nat. | Pseudo | Nom                    | Rôle   | Date d'entrée   |
| | MVL    | Maxime Vachier-Lagrave | Joueur | 11 février 2025 |
| | /      | Javokhir Sindarov      | Joueur | 9 mai 2025      |

## Fatal Fury
| \| Nat. \| Pseudo \| Nom \| Rôle \| Date d'entrée \| \| ---- \| ----------- \| ---------------- \| ------ \| ------------- \| \| \| CientifiKOF \| Cristian Eduardo \| Joueur \| 14 mai 2025 \| |             |                  |        |               |
| Nat. | Pseudo      | Nom              | Rôle   | Date d'entrée |
| | CientifiKOF | Cristian Eduardo | Joueur | 14 mai 2025   |

## PUBG Mobile
| Nat. | Pseudo    | Nom                      | Rôle   | Date d'entrée |
| ---- | --------- | ------------------------ | ------ | ------------- |
|      | Star      | Alan Raynold Kumaseh     | Joueur | 15 mai 2025   |
|      | Hanzcill  | M. Farhan Agustria       | Joueur | 15 mai 2025   |
|      | FEDERALES | Jholo Sarmiento De Leon  | Joueur | 15 mai 2025   |
|      | Reizy     | Rendy Dwi Krisna Putra   | Joueur | 15 mai 2025   |
|      | Snape     | Muh Fathyn Zilhaq Syah S | Joueur | 15 mai 2025   |
|      | Voxie     | Alman Bahira             | Joueur | 15 mai 2025   |

|  | Kent    | Bintang Prakoso Pramanenda Sinaga | Head Coach      | 15 mai 2025 |
|  | Morfeus | Alfin Pratama                     | Assistant Coach | 15 mai 2025 |

## Free Fire
| Nat. | Pseudo  | Nom                   | Rôle   | Date d'entrée |
| ---- | ------- | --------------------- | ------ | ------------- |
|      | Kyong   | Ridho Alfian Ramadhan | Joueur | 15 mai 2025   |
|      | Kojaaaa | Rapik Hidayat         | Joueur | 15 mai 2025   |
|      | Faiz    | Muhammad Faiz Hablan  | Joueur | 15 mai 2025   |
|      | AzrieL  | Azriel Maulana        | Joueur | 15 mai 2025   |
|      | Dhikz   | Dhika Irginia Frizzi  | Joueur | 15 mai 2025   |

|  | Chrisjo | Christian Jonathan Pascoal | Coach | 15 mai 2025 |

## Hearthstone
Le 8 décembre 2016, Vitality annonce son arrivée sur le jeu Hearthstone avec l'arrivée de Kalàxz en tant que joueur[pertinence contestée].
En 2017, Vitality annonce l'arrivée de Windello le 8 avril 2017 et de Yogg le 7 août 2017 au sein de l'équipe Hearthstone[source secondaire souhaitée].
Le 25 janvier 2019, Vitality annonce la signature de deux nouveaux joueurs, Maverick et Swidz ainsi que le départ de Windello.
Le 4 juillet 2020, Vitality annonce le départ des deux derniers joueurs ayant rejoint l'équipe, Maverick et Swidz. Kalàxz et Yogg quittent quant à eux l'équipe en janvier 2021, ce qui marque la fin de la section Hearthstone de Vitality[réf. nécessaire].

## Rainbow Six: Siege
Team Vitality se lance sur Rainbow Six: Siege sur Xbox One en décembre 2015, peu après la sortie du jeu. Vitality participe en 2016 aux trois saisons de la Pro League sur Xbox One et remporte la troisième saison. Vitality s'est également classé deuxième du premier et du seul Six Invitational sur Xbox One en février 2016. À la suite de cela, la Pro League s'arrête sur Xbox One et Vitality forme alors une équipe sur PC. Peu de temps après, l'équipe Vitality Rainbow Six: Siege sur Xbox One est transférée sur PC sous le nom de Vitality.Black[source secondaire souhaitée]. La première équipe sur PC devient alors Vitality.White. Stooflex et Elemzje quittent Vitality.White plus tard au cours de cette même année, en juin 2017, Jean-Baptiste « Hansen » Mace remplaçant Elemzje. Vitality.Black est ensuite dissous[source secondaire souhaitée] plus tard en septembre, permettant à Lyloun de rejoindre l'équipe principale[réf. souhaitée].

### Saison 2018
En février 2018, Valentin « Voy » Cheron remplace Hansen, quelques semaines seulement avant le Six Invitational 2018, le championnat du monde sur Rainbow Six: Siege, où ils se classent 13e-16e, le placement le plus bas possible du tournoi[réf. souhaitée].
À la suite de ces résultats décevants, le 12 mars 2018, Vitality abandonne son effectif actuel et acquiert le roster de l'équipe française Supremacy.
Cette nouvelle formation obtient de meilleurs résultats que la précédente, se classant troisième de la saison 7 de la Pro League européenne, deuxième de la Coupe de France 2018 et deuxième de DreamHack Valencia 2018, qualificative pour le Six Major Paris 2018[source secondaire souhaitée]. Lors du Six Major Paris 2018, Vitality se classe 5e-8e, après avoir vaincu la Team Liquid et PET Nora-Rengo (en), mais est éliminé par la Team Secret (en), la même équipe qui a éliminé Vitality à la DreamHack Valencia. Vitality lutte en revanche moins bien dans les compétitions en ligne en se classant septième de la saison 8 de la Pro League et perd le match de relégation contre ENCE[pertinence contestée].

### Saison 2019
Après avoir été relégués en Challenger League, Adrien « RaFaLe » Rutik et Florian « ZephiR » Perrot, accompagnés par l'entraîneur BiOs, retournent chez Supremacy. Morgan « rxwd » Pacy et David « sNKy » Khalfa les remplacent tandis que Lyloun devient l'entraîneur principal[source secondaire souhaitée]. Vitality annonce par ailleurs le retour de BiBoo en tant que capitaine[source secondaire souhaitée]. Cette annonce est suivi par l'arrivée de Fabien Bacquet en tant que Manager de l'équipe Rainbow Six: Siège et l'équipe Hearthstone.
Après avoir réalisé une bonne saison 9 de Challenger League européenne début 2019, Team Vitality affronte son rival de longue date, Team Secret (en), après une défaite contre MnM Gaming, dans un match qui déterminera qui accédera directement à la Pro League européenne saison 10. Vitality bat Secret 2–1 et se qualifie pour la Pro League saison 10. Vitality participe au Allied Esports Vegas Minor où l'équipe se classe 9e-11e après s'être incliné contre l'équipe européenne Chaos Esports Club (en) et les meilleures équipes nord-américaines Spacestation Gaming et Rise Nation. À la DreamHack Valencia 2019, Vitality bat l'équipe coréenne Cloud9 à deux reprises et s'incline face à FaZe Clan en phase de groupes, avant d'être éliminé en quarts de finale par Chaos[source secondaire souhaitée]. À mi-parcours de la saison 10 de l'European Pro League, Vitality se classe troisième en battant les meilleures équipes européennes telles que Natus Vincere et Chaos, et en battant les champions du monde G2 Esports 7–5 et n'a perdu que contre Team Empire et Giants Gaming (en). Au cours des qualifications européenne du Six Major Raleigh, Vitality était le favori[source secondaire souhaitée] aux côtés de Chaos. Vitality a dû renoncer après un problème de connexion lors de la finale du lower bracket contre ForZe Esports, qui a ensuite remporté les qualifications, et s'est classé 3-4e. Dans la seconde moitié de la saison, Vitality est toujours dans la course pour les finales de la Pro League Saison 10, mais est éliminé après des défaites contre G2 et Empire,. Vitality s'est classé deuxième de la 6 French League 2019.

### Saisons 2020 et 2021
Pour la saison 2020, l'équipe Rainbow 6 de Vitality s'internationalise avec l'annonce en décembre 2019 de l'arrivée d'un Espagnol et d'un Allemand, qui remplacent deux Français.
Après une saison décevante avec cette équipe, Vitality décide en mars 2021 de revenir à une équipe francophone. Nicolas « P4 » Rimbaud, Axel « Shiinka » Freisberg et Medhi « Kaktus » Marty font leur arrivée dans l'équipe, en remplacement de Goga, Hungry et Fabian. Ces changements finissent par payer en octobre 2021, quand l'équipe devient championne de France et parvient à se qualifier pour le Six Sweden Major.

### Saisons 2022
Team Vitality annonce la fermeture de sa section Rainbow Six le 11 février 2022, afin d'être en adéquation avec la stratégie de la structure[source secondaire souhaitée].

## Fortnite Battle Royale
Le 31 août 2018, Vitality annonce la création d'une équipe Fortnite Battle Royale, composée de Gotaga, Mickalow, Robi et Adz.
Le 28 octobre 2018, Vitality annonce l'arrivée de Teeqzy au sein de l'équipe Fortnite. Deux mois plus tard, le 1er janvier 2019, Teeqzy annonce son départ de l'équipe Fortnite pour d'autres projets.
Le 15 janvier 2019, Vitality annonce l'arrivée de deux nouveaux joueurs dans l'équipe Fortnite : il s'agit de Keolys et Maxalibur, deux anciens joueurs de la Team LDLC.
Le 23 juin 2019, Vitality annonce l'arrivée de Hawkers en tant que nouveau joueur Fortnite.
Le 20 juillet 2019, Vitality annonce le recrutement de 3 nouveaux joueurs qualifiés pour la finale de la Fortnite World Cup (26-28 juillet 2019); le jeune joueur Belge Evan « DRG » Depauw, qualifié en solo dès la première semaine de compétition, et le duo de Français Philippe « Oslo » Carvalho - Zoubiri « BadSniper » Naofel qualifiés lors de la 6e semaine de compétition porteront dès lors les couleurs de Vitality lors de cet évènement.
Robi, Mickalow et Gotaga ont tous annoncé sur leurs différents réseaux sociaux ne plus être joueur professionnel sur Fortnite mais désormais Ambassadeur pour Vitality[source secondaire souhaitée].
Le 24 janvier 2020, Vitality annonce le départ de 2 joueurs, Keolys et Maxalibur, après une année au sein de la structure.
Le 15 février 2020, Vitality annonce l'arrivée de 2 nouveaux joueurs, Airwaks et Nikof, anciennement dans la structure Solary.
Le 13 mars 2020, Vitality annonce qu'Adz, présent dans l'équipe Fortnite dès la création avec Gotaga, Robi et Mickalow, devient désormais Ambassadeur de Vitality.
Le 23 avril 2020, Vitality annonce le départ de Badsniper, il signe chez Grizi Esport.
Le 4 mai 2020, Neo annonce, lors de son émission « Wake Up Neo » sur la chaine Twitch de Vitality, l'arrivée du joueur autrichien Klaus « Stompy » Konstanzer.
À la suite du manque de communication d’Epic Games autour de la scène compétitive et d'une perte d’engouement, Vitality décide de se retirer de la scène Fortnite libérant ainsi Nikof, Snayzy et Podasai de tout contrat.

## Palmarès
| CS:GO / CS2 | Rocket League | Call of Duty |
| --- | --- | --- |
| - Major - BLAST.tv Paris Major 2023 - BLAST.tv Austin Major 2025 ————————————————————— - Blast - BLAST Premier: Fall 2020 - BLAST Premier: Fall Final 2023 - BLAST Premier: World Final 2023 - BLAST Open Lisbon 2025 - BLAST Rivals 2025 Season 1 ————————————————————— - IEM - Intel Extreme Masters XV - Beijing Online: Europe - Intel Extreme Masters XVI - Winter - Intel Extreme Masters Rio 2023 - Intel Extreme Masters Cologne 2024 - Intel Extreme Masters Katowice 2025 - Intel Extreme Masters Melbourne 2025 - Intel Extreme Masters Dallas 2025 ————————————————————————— - ESL - ESL Pro League Season 16 - ESL Pro League Season 21 - ESL Grand Slam Season 5 ————————————————————————— - Autres - Gamers8 2023 - Esports Championship Series Season 7 - Finals - EPICENTER 2019 - Charleroi Esports 2019 - CS_Summit 4 - DreamHack Open Atlanta 2018 - WePlay! Lock and Load ————————————————————————— | - World Championship - RLCS Season 7 Finals - RLCS 2022-23 World ————————————————————— - Major - RLCS 2022-23 - Spring Split Major ————————————————————— - European Championship - RLCS Season X - RLCS Season 7 ————————————————————— - Régionaux - RLCS Season X - Fall: EU Regional Event 3 - RLCS 2022-23 - Spring: EU Regional 1 - Spring Open - RLCS 2022-23 - Spring: EU Regional 2 - Spring Cup - RLCS 2022-23 - Spring: EU Regional 3 - Spring Invitational - RLCS 2024 - Major 2: Europe Open Qualifier 4 ————————————————————— - Autres - RLCS Season X - Fall: The Grid EU - Week 3 - RLCS Season X - Fall: The Grid EU - Week 5 - RLCS Season X - Fall: The Grid EU - Week 7 - Rocket League Spring Series - Europe - Rocket Baguette: Summer Grand Prix - Rising Stars Odyssey #1 - Herculyse’s New Era Series: European Path to Pro - Arm The Rebels - 8: Europe | - Team Vitality - ESWC - Finales françaises 2013 - Reflex GT 12 - Gamers Assembly 2014 - CAP'Arena 3 2014 ————————————————————— - Vitality.Rises - SkyLAN 2 2014 - iSeries 50 2013 - SFCO 2 2013 ————————————————————— - Vitality.Storm - Gfinity Pro League S1 2015 - DreamHack London 2015 —————————————————————                                              |
| Rainbow Six: Siege | Fifa | Hearthstone |
| - Vitality.Black (Xbox) - Pro League Final S3 2016 - Pro League Europe S1 2016 ————————————————————— - Team Vitality (PC) - Coupe de France 2017 - Gamers Assembly 2018 - Lyon E-Sport 2019 - Nacon 6 French League 2021 ————————————————————— | - Rocky - FUT Championship Series 2017 - EChampionnat de France 2017 - EChampionnat de France 2016 ————————————————————— - Brian - FIFA International World Cup - Finales françaises 2015 - Gfinity FUT - Play Like a Legend Championship 2015 - Gfinity Spring Masters II - FIFA's Single Player 2015 - Gamers Assembly 2014 ————————————————————— - Maestro - FUT Champions Cup April PS4 Final 2019 ————————————————————— | - Team Vitality - ECN SUMMER 2019 ————————————————————— - Kalàxz - Arma Cup #1 2017 - Arma Cup Metz 2018 - Arma Cup Lot/Cahors 2019 - Gamers Assembly 2019 ————————————————————— - Swidz - Solary Party 2019 ————————————————————— - Maverick - Arma Cup Kremlin-Bicêtre 2019 ————————————————————— - Windello - Arma Cup Versailles 2018 ————————————————————— |
| Fortnite | Street Fighter V | Valorant |
| - Team Vitality - FNCS Trio 2020 (Stompy) - DoigCup #6 (DRG, Maxalibur) ————————————————————— | - Team Vitality Gfinity United Kingdom Elite Series S4 2018 ————————————————————— | - Team Vitality - Open tour France Finals 2021 - VRL France 2022 - VCT 2025: EMEA Kickoff ————————————————————— |
| League Of Legends | StarCraft II | Mobile Legends: Bang Bang |
| - LFL - Open Tour France 2018 - Coupe de France 2022 - Coupe de France 2024 ————————————————————— | - Maru - GSL Code S 2024 Saison 1 - StarsWar 11 - DreamHack Dallas 2025 ————————————————————— - Zoun - HomeStory Cup XXVII ————————————————————— | - World Championship - EWC MLBB Women's Invitational 2025 ————————————————————— - ESL - Snapdragon Pro Series: Women's League APJ Finals ————————————————————— - Autres - International Female Legends Season 2 - Battle of GameHers Season 1 —————————————————————                                                                                             |
| Call of Duty: Mobile | PUBG | Tekken |
| - ESL - Call of Duty: Mobile India Challenge: Multiplayer - Season 2 - Snapdragon Pro Series Season 5 - India ————————————————————— | - Team Vitality - Arcadous Pro League 2019: Spring ————————————————————— | - KingReyJr - Brussels Challenge Major Edition 2025 - T8 —————————————————————————— |

### Records et distinctions
- Rocket League
  - Seule structure ayant réalisé un Perfect Split en Région Majeure (3 Régionaux + Major)[263]
- Counter Strike 2
  - Équipe masculine de l'année 2023 (HLTV)[264]
- Autres
  - Structure de l'année 2023 (Esport Awards)[265]

## Structures

### V.Hive
Vitality possède son siège à V.Hive, situé Boulevard de Sébastopol à Paris, depuis novembre 2019. Ce lieu de 1 000 m2 est également le premier « lien physique » entre le club et ses fans, puisqu'une partie est ouverte au public avec boutique, lieu de rencontre et cybercafé. En plus de ce premier lieu ouvert au public, Vitality envisage de décliner ce concept à Lyon, Marseille, Londres ou encore Berlin.

### Vitality Performance Center
Vitality investit également depuis 2019 le Stade de France où s’établit son centre d'entraînement, nommé Vitality Performance Center, dans une volonté de professionnaliser ses équipes au très haut niveau. L'équipe FIFA s'y est installé en septembre 2019, puis deux autres, l’équipe Rainbow 6 remplacée aujourd’hui par l’équipe Rocket League et l’équipe académique de League of Legends Vitality.Bee jouant en LFL dans le championnat français, suivront en 2020. Enfin depuis 2023, l’équipe féminine de League of Legends utilise de temps en temps les installations[source secondaire souhaitée]. Vitality vise également à moyen-terme de construire une arène de 1 500 à 2 000 places à l'intérieur du Stade de France pour jouer ses matches à domicile.

### Gaming House Berlin
Dans le cadre de leurs participations respectives aux LEC et au Valorant Champions Tour (en), l'équipe principale de Vitality sur League of Legends et l’équipe Valorant s’entraînent dans une gaming house située à Berlin. Rejointes par l’équipe Counter-Strike 2 depuis 2018, ces 3 équipes s’entraînent dans un environnement sain et optimisé pour performer aux plus hauts niveaux européen et mondial.

### Gaming House India
Depuis novembre 2018 et la levé de fond auprès du milliardaire indien Tej Kohli, Vitality est présent sur le jeu Call of Duty : Mobile, afin de réunir les joueurs et de leurs permettre de jouer au plus haut niveau, l’organisation a investi dans une gaming house à  Navi Mumbai.

### Gaming House Jakarta
Dans le cadre de la participation à l'Esport World Cup, et l'arrivée sur plusieurs nouveaux jeux dont Mobile Legends : Bang Bang, le club investit dans une gaming house située à Jakarta en Indonésie afin d'assurer un environnement sain et optimisé pour performer.

## Logos

2013 - 2018
2018 - 2020
2020 - 2021
2022
2023 -...